# Kanton Dompierre-sur-Besbre
Dompierre-sur-Besbre is een kanton van het Franse departement Allier. Het kanton maakt deel uit van de arrondissementen Moulins (19) en Vichy (13).

## Gemeenten
Het kanton Dompierre-sur-Besbre omvatte tot 2014 de volgende 9 gemeenten:
- Coulanges
- Diou
- Dompierre-sur-Besbre (hoofdplaats)
- Molinet
- Monétay-sur-Loire
- Pierrefitte-sur-Loire
- Saint-Pourçain-sur-Besbre
- Saligny-sur-Roudon
- Vaumas

Door de herindeling van de kantons bij decreet van 27 februari 2014, met uitwerking op 22 maart 2015, werd het kanton uitgebreid met volgende 23 gemeenten, afkomstig van de opgeheven kantons Chevagnes en Le Donjon:
- Avrilly
- Beaulon
- Le Bouchaud
- La Chapelle-aux-Chasses
- Chassenard
- Chevagnes
- Chézy
- Le Donjon
- Gannay-sur-Loire
- Garnat-sur-Engièvre
- Lenax
- Loddes
- Luneau
- Lusigny
- Montaiguët-en-Forez
- Montcombroux-les-Mines
- Neuilly-en-Donjon
- Paray-le-Frésil
- Le Pin
- Saint-Didier-en-Donjon
- Saint-Léger-sur-Vouzance
- Saint-Martin-des-Lais
- Thiel-sur-Acolin